# René Felber
René Felber (Biel, 14 maart 1933 - 18 oktober 2020) was een Zwitsers politicus.
Felber was in de periode 1955-1964 als leraar werkzaam in Boudevilliers en Le Locle (kanton Neuchâtel). In 1960 werd Felber voor de Sociaaldemocratische Partij van Zwitserland (SP) in de wetgevende raad van Le Locle gekozen. In 1964 werd hij in de gemeenteraad van Le Locle gekozen en van 1964 tot 1980 was hij burgemeester (verantwoordelijk voor elektriciteitsvoorziening en financiën). Van 1965 tot 1976 was hij lid van de Grote Raad van Neuchâtel.
Felber deed in 1967 zijn intrede in de federale politiek toen hij in de Nationale Raad werd gekozen. Van 1980 tot 1981 was hij fractievoorzitter van de SP in de Nationale Raad. In 1981 trad hij als parlementslid af en werd in de Regeringsraad (kantonnale regering) van het kanton Neuchâtel gekozen. Tijdens zijn lidmaatschap van de Regeringsraad (1981-1987) beheerde hij het departement van financiën en Kerken. Van 1 juni 1984 tot 20 mei 1985 was hij voorzitter van de Regeringsraad.
Felber werd op 9 december 1987 in de Bondsraad gekozen. Hij bleef in de Bondsraad tot 31 maart 1993, toen hij om gezondheidsredenen aftrad. Tijdens zijn lidmaatschap van de Bondsraad beheerde hij het Departement van Buitenlandse Zaken. Hij werd opgevolgd door Ruth Dreifuss.
Als minister van Buitenlandse Zaken streed hij voor Zwitserland's toetreding tot de Europese Unie, maar tijdens een referendum op 6 december 1992 wees de meerderheid van de Zwitsers toetreding tot de EU af.
Felber was in 1991 vicepresident en in 1992 bondspresident.
Na zijn aftreden nam Felber voorzitterschappen van diverse (humanitaire) stichtingen op zich.